# NGC 2550
NGC 2550 ist eine Spiralgalaxie vom Hubble-Typ Sb/P im Sternbild Giraffe am Nordsternhimmel. Sie ist schätzungsweise 107 Millionen Lichtjahre von der Milchstraße entfernt und hat einen Durchmesser von etwa 30.000 Lichtjahren.
Im selben Himmelsareal befinden sich die Galaxien NGC 2544 und NGC 2551.
Das Objekt wurde am 7. September 1885 von Lewis Swift entdeckt.